# 貝瓦尼山脈
貝瓦尼山脈是巴布亞新幾內亞西北部的一個山脈。此山脈與托里切利山脈和亞歷山大王子山脈共同組成巴布亞新幾內亞北部海岸的山脈地帶。此山的最高點有1,960公尺高。

## 地質學
貝瓦尼─托里切利─亞歷山大王子山脈群被認為是在晚始新世至早漸新世時，以島弧之姿形成的。

## 生態
就如其他巴布亞新幾內亞的山脈般，此山脈乃是許多稀有動植物的家園，此區也具有高度的生物多樣性。黑色鐮嘴極樂鳥Epimachus fastuosus)是在此區和托里切利山脈少數地區所見的一種受威脅的物種。
史氏樹袋鼠(Dendrolagus scottae)的一個亞種Fiwo，被認為是貝瓦尼山脈地區的特有亞種

## 腳註
1. 1 2  Birdlife International: North Papuan mountains （页面存档备份，存于）
2. ↑  P. V. Crowhurst, et al.: Thermochronological and geochemical constraints on the tectonic evolution of northern Papua New Guinea, in Geological Society, London, Special Publications; 1996; v. 106; p. 525-537;
3. ↑  Tenkile Conservation Alliance （页面存档备份，存于） 的存檔，存档日期2014-02-25.

## 外部連結
- . Peakbagger.com.

3°10′00″S 141°15′00″E / 3.1666667°S 141.25°E